# Patriarkaliska ställföreträdarskapet för syrisk-ortodoxa kyrkan i Sverige

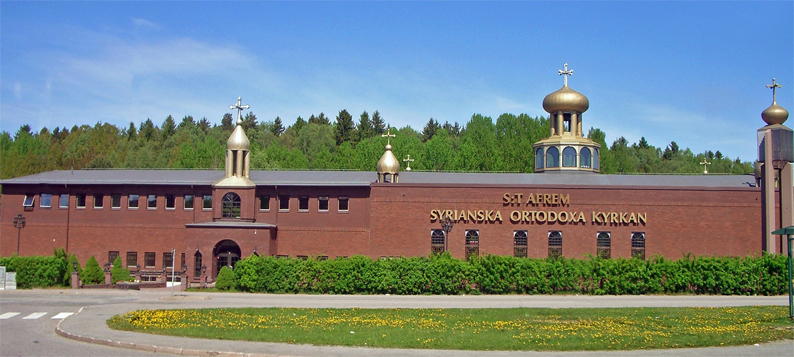
Exteriör av Sankt Afrems katedral i stadsdelen Geneta i Södertälje. Katedralkyrka för det patriarkaliska ställföreträdarskapet för den Syrisk Ortodoxa kyrkan i Sverige.

Patriarkaliska ställföreträdarskapet för syrisk-ortodoxa kyrkan i Sverige är ett av två syrisk-ortodoxa stift i Sverige och har omkring 25 000 registrerade medlemmar.

## Historik
Den Syrisk-ortodoxa kyrkan har varit verksam i Sverige sedan 1970-talet, med säte i Södertälje.
Det patriarkaliska ställföreträdarskapet för syrisk-ortodoxa kyrkan i Sverige bildades officiellt efter beslut av den heliga synoden (Biskopsmötet med patriarken som ordförande) den 16 juni 1994. Församlingarna tillhörde tidigare Syrisk-ortodoxa ärkestiftet i Skandinavien men kom att bilda ett eget stift.
Stiftets förste biskop H E Dioscoros Benyamen Atas vigdes till ärkebiskop den 11 februari 1996 och residerar sedan dess i Sankt Efraims syrisk-ortodoxa domkyrka som är stiftets domkyrka och ligger i stadsdelen Geneta i Södertälje.

## Organisation
Syrisk-ortodoxa Kyrkans ställföreträdarskap i Sverige har omkring 26 lokala församlingar som betjänas av ett tjugotal präster, med ärkebiskopen som ordförande. Fr. Yusuf Atas är biträdande vikarie för ärkebiskopen, Fr. Numatalla Dabbag är sekreterare, Fr. Chabo Elkhoury rådgivare och Fr. Süleyman Wannes ansvarig och representant för mellankyrkliga och ekumeniska frågor.
Samfundet har två organ med olika uppgifter:
1. Prästrådet för andliga frågor som leds av ärkebiskopen som ordförande
2. Stiftsstyrelsen för administrativa och ekonomiska frågor som leds av dess ordförande

### Stiftets huvudsäte - St: Afrems katedral
St Afrems församling grundades 1971 på begäran av de nyanlända syrianerna till Södertälje. St Afrems församling residerade de första åren i Södertälje Centrum men beviljades 1981 ett bygglov. Katedralen började användas 1983 och blev därmed den första Syrisk ortodoxa kyrkan i Sverige och bland de första kyrkorna som bildats i Europa. 1987 invigdes kyrkan officiellt av kyrkans överhuvud Ignatius Zakka I Iwas.

### Humanitärt arbete
Det patriarkaliska ställföreträdarskapet bedriver humanitära utvecklingsprojekt gentemot syrianer i Mellanöstern i samarbete med lokala stift och kyrkor under ledning av Syrisk ortodoxa kyrkans patriarkat.

## Organisationer med anknytning till stiftet

### Samarbetsorganisationer
Syrianska riksförbundet, Syrianska-Arameiska ungdomsförbundet, Syrianska-Arameiska akademikerförbundet och Syrianska FC är organisationer som det patriarkaliska ställföreträdarskapet för syrisk-ortodoxa kyrkan i Sverige samarbetar med gällande den syrianska-arameiska identiteten, kulturen och historien.

### Ungdomsorganisation - Syrisk Ortodoxa Kyrkans Ungdomsförbund (SOKU)
Syrisk Ortodoxa Kyrkans Ungdomsförbund (SOKU) grundades 1996 av Syrisk Ortodoxa Kyrkans ungdomar . SOKU är en rikstäckande organisation med 25 lokala föreningar runtom i landet. Organisationens medlemmar tillhör stiftet Patriarkaliska Ställföreträdarskapet för Syrisk Ortodoxa Kyrkan i Sverige. Förbundet arbetar för att se till de syrianska ungdomarnas intressen på det religiösa, kulturella och sociala planet genom att anordna bibeltävlingar, körfestivaler, sommaraktiviteter och teologiska kurser i Sverige men även i kloster runtom i världen.

## Mediekanaler
Det patriarkaliska ställföreträdarskapet för syrisk-ortodoxa kyrkan i Sverige är en av huvudmännen i den syrianska-arameiska satellitkanalen Suryoyo Sat.